# God Is Alone
God Is Alone – singel brytyjskiego zespołu My Dying Bride wydany w 1991 roku przez wytwórnię płytową Listenable w limitowanym nakładzie 1000 egzemplarzy. Materiał zawarty na tym wydawnictwie został ponownie nagrany przez zespół i zamieszczony na minialbumie Symphonaire Infernus et Spera Empyrium wydanym później tego samego roku.

## Lista utworów
| Nr | Tytuł utworu         | Długość |
| -- | -------------------- | ------- |
| 1. | „God Is Alone”       | 4:57    |
| 2. | „De Sade Soliloquay” | 4:38    |
|    |                      | 9:35    |

## Twórcy
- Aaron Stainthorpe – śpiew
- Andrew Craighan – gitara, gitara basowa
- Calvin Robertshaw – gitara
- Rick Miah – perkusja
- Tim Walker – produkcja